# Molekylfysik
Molekylfysik är ett forskningsfält som studerar de fysikaliska egenskaperna hos molekyler och de kemiska bindningar mellan atomer som håller ihop molekylerna. Molekylfysikens viktigaste experimentella metoder är olika former av spektroskopi. Området är nära kopplat till atomfysik, och överlappar med teoretisk kemi, fysikalisk kemi och kemisk fysik.
Atomer kan ha olika elektroniska energinivåer, men molekyler kan också rotera och vibrera. Dessa rotationer och vibrationer är även de kvantiserade och har åtskilda (diskreta) värden. Skillnaderna i energi är minst mellan rotationsenerginivåer, så därför återfinns rotationsspektra i det långvågiga infrarödområdet (ungefär 30–150 µm). Vibrationsspektra finns i det kortvågiga infrarödområdet (ungefär 1–5 µm) och spektra från elektronövergångar finns oftast i det synliga och det ultravioletta våglängdsområdet. Genom att mäta upp rotations- och vibrationsspektra från en samling molekyler kan egenskaper hos molekylerna beräknas, så som avstånden mellan atomkärnorna samt bindningarnas styvhet.
En viktig aspekt av molekylfysik är att atomorbitalteorin i atomfysik kan utvidgas till molekylorbitalteori i molekylfysik.